# The Invisible Enemy
The Invisible Enemy (El enemigo invisible) es el segundo serial de la 15.ª temporada de la serie británica de ciencia ficción Doctor Who, emitido originalmente en cuatro episodios semanales del 1 al 22 de octubre de 1977. El serial introdujo al nuevo acompañante del Doctor, el perro robótico K-9, al que dio voz John Leeson.

## Argumento
La raza humana está colonizando el espacio a un ritmo fantástico. Unos viajeros espaciales humanos están pilotando cerca de los planetas más exteriores del sistema solar con la nave en piloto automático. La computadora de la nave, y pronto la tripulación humana, son poseídos por un extraño virus. Al llegar a su destino, Titan Base, proceden a conquistarla como un caldo de cultivo. El mánager de la estación, Lowe, logra enviar una llamada de socorro.
La TARDIS viaja por la misma región y también es infectada por el virus. La infección se pasa al Doctor, pero no se ve afectado por el momento. Leela y él oyen la llamada de socorro y van a investigar. Mientras están allí, el Doctor es víctima de numerosas infecciones y es elegido, por sus increíbles poderes de Señor del Tiempo, para ser el anfitrión del Núcleo del Enjambre, mientras Leela se muestra inmune a la infección. El Núcleo declara a Leela como un rechazo y ordena que sea asesinada. El Doctor logra liberarse de su infección y le dice a Leela como llevar la TARDIS al centro médico más cercano. Acompañándoles está Lowe, que está infectado, aunque el Doctor y Leela no lo saben.
En la estación médica, el médico del Doctor, el profesor Marius, presenta al grupo a K-9, un perro robótico que fabricó para reemplazar a su perro de carne y hueso que tuvo que dejar en la Tierra. El profesor Marius se ve desconcertado en cómo tratar la extraña infección del Doctor. Mientras tanto, Lowe ha estado infectando al personal del hospital...

### Continuidad
En esta historia debuta una nueva sala de consola de la TARDIS que reemplaza a la consola auxiliar victoriana que se había usado la temporada anterior. Ese decorado había estado expuesto a la humedad en el descanso entre temporadas y se deformó hasta el punto de que ya no se pudo utilizar. La consola rediseñada de la TARDIS que había aparecido por última vez en Pyramids of Mars vuelve a usarse desde esta historia, y hasta The King's Demons (1983).
En la segunda parte se asume que Gallifrey está localizado en Irlanda, algo que Tegan Jovanka le dirá a sus captores en Arc of Infinity. También se comete la misma confusión en The Hand of Fear y en Naturaleza humana.

## Producción
| Episodio          | Fecha de emisión      | Duración | Espectadores en millones | Estado en el archivo  |
| ----------------- | --------------------- | -------- | ------------------------ | --------------------- |
| Episodio 1        | 1 de octubre de 1977  | 23:09    | 8,6                      | Cinta original en PAL |
| Episodio 2        | 8 de octubre de 1977  | 25:13    | 7,3                      | Cinta original en PAL |
| Episodio 3        | 15 de octubre de 1977 | 23:28    | 7,5                      | Cinta original en PAL |
| Episodio 4        | 22 de octubre de 1977 | 21:22    | 8,3                      | Cinta original en PAL |
| [ 1 ] [ 2 ] [ 3 ] |                       |          |                          |                       |

Entre los títulos temporales de esta historia se incluyen The Enemy Within (El enemigo interior), The Invader Within (El invasor interior) y The Invisible Invader (El invasor invisible). No se decidió hasta avanzada la producción que K-9 se convirtiera en un nuevo acompañante. La decisión de utilizarle en múltiples seriales se hizo en parte para amortizar el gasto que se había hecho al fabricarlo.